# Perissus ruficornis
Perissus ruficornis là một loài bọ cánh cứng trong họ Cerambycidae.